# Phaonia brunneiabdomina
Phaonia brunneiabdomina är en tvåvingeart som beskrevs av Xue och Cao 1989. Phaonia brunneiabdomina ingår i släktet Phaonia och familjen husflugor. Inga underarter finns listade i Catalogue of Life.